# Jacques Pucheran
Jacques Pucheran (* 2. Juni 1817 in Clairac; † 13. Januar 1895 in Port-Sainte-Marie) war ein französischer Zoologe und Ornithologe.

## Leben
Pucheran war ein Großneffe des berühmten Arztes Antoine-Étienne-Renaud-Augustin Serres (1786–1868), der in Paris den Lehrstuhl für Anthropologie innehatte. Seine schulische Laufbahn begann er in Bordeaux an der Lehranstalt Royer-Missé, an der er schließlich mit 16 Jahren mit dem Abitur abschloss. Danach zog er nach Paris, um am L’Hôpital de la Pitié Medizin zu studieren und anschließend zu promovieren. Seine These zu seiner Doktorarbeit, die 1841 erschien, lautete Considération anatomiques sur les formes de la tête osseuse dans la races humaines. Noch im gleichen Jahr 1841 erschien von seinem Urgroßvater Serres eine Rezension der Dissertation.
Mit gerade 24 Jahren galt sein Interesse zunächst nicht den Patienten. Vielmehr zog ihn die prächtige Sammlung des Muséum national d’histoire naturelle (MNHN) in Paris in seinen Bann. So begann er eine Stelle als naturwissenschaftlicher Assistent (aide-naturaliste) und Mitarbeiter von Isidore Geoffroy Saint-Hilaire (1805–1861) am MNHN, der gerade den Platz für Mammalogie und Ornithologie von seinem Vater Étienne Geoffroy Saint-Hilaire (1772–1844) übernommen hatte. Geoffroy Saint-Hilaire erkannte sein Potential und übertrug ihm 1855 die Aufgabe in Voyage Autour du monde sur la fregatte la Vénus die Beschreibung der Säugetiere und Vögel, die von Abel Aubert Dupetit-Thouars (1793–1864) von seiner Weltumsegelung mit der Fregatte Venus mitgebracht hatte. Im Museum zeichnete er sich durch eine Reihe von Publikationen aus, die sehr viel dazu beigetragen haben, die damalige Zoologie weiterzuentwickeln. Die genaue Bestimmung der vorhandenen Vogelarten im Museum, die sich von vorhergehenden Beschreibungen oft deutlich unterschieden, zählte nicht zuletzt zu seinen bedeutendsten Verdiensten. Es waren insbesondere das nicht Vorhandensein von Übereinstimmungen, Doppelnennungen und unzureichender Diagnose von Georges Cuvier (1769–1832), Louis Pierre Vieillot (1748–1830) sowie deren Nachahmer René Primevère Lesson (1794–1849), die Pucheran überarbeitete, um Verwirrungen bei ausländischen Zoologen zu mindern.
Zwischen 1841 und 1867 erschienen von Pucheran Skripten, Abhandlungen, Handbücher und Monographien. Viele von ihnen wurden in wissenschaftlichen Zeitschriften, wie Archives du Muséum d’Histoire Naturelle, Revue zoologique, Revue et magasin de zoologie pure et appliquée, Bulletin de la Société philomathique, Comptes rendus hebdomadaires des séances de l’Académie des sciences etc., publiziert. Die Themen reichten von der Mammalogie über Ornithologie, Anatomie, Anthropologie bis zur Physiologie. Seine naturwissenschaftlichen Arbeiten können in zwei Bereiche eingeteilt werden. Da ist zum einen der Bereich der beschreibenden Arbeiten und zum anderen seine Synthesen, die sich aus den Lehren seines Mentors Geoffroy Saint-Hilaire entlehnten. In seinen Studien über die anatomischen Charaktereigenschaften orientierte er sich an den Lehren Jean-Baptiste Lamarcks (1744–1829) und Etienne Geoffroy Saint-Hilaires und hinterfragte die Methoden Cuviers. Doch erweiterte er seine Forschungen um den Bereich Geozoologie, einen Bereich, der seit Georges-Louis Leclerc de Buffon (1707–1788) nur noch stiefmütterlich behandelt wurde. So arbeitete er beispielsweise die faunistischen Eigenschaften Afrikas in seinen Artikeln Esquisse sur la Mammalogie du continent africain hervor. Andere Faunen, die Pucheran beschrieb, waren u. a. Neuholland, Madagaskar oder der Äquator.
Im Jahre 1840 kehrten die beiden Naturforscher Jacques Bernard Hombron (1798–1852) und Honoré Jacquinot (1815–1887) von ihrer Forschungsreise mit den Schiffen Astrolabe und Zèlée und ihrem Kapitän Jules Dumont d’Urville zurück. Zunächst publizierten die beiden 33 Vogeltafeln mit 82 abgebildeten Arten, die ab dem Jahre 1843 und später in Voyage au Pôle Sud et dans l’Océanie, sur les corvettes “l’Astrolabe” et “la Zélée” – Atlas zoologique erschienen. Von den illustrierten Arten beschrieben sie nur 15 in ihrem Artikel Description de plusieurs Oiseaux nouveaux ou peu connus, provenant de l’expédition autour du monde faite sur les corvettes l’Astrolabe et la Zélée (Annales des sciences naturelles, zoologie, Band 16, 1841, S. 312–320). Es dauerte bis ins Jahr 1853, als Pucheran zusammen mit Jacquinot endlich die Ausbeute an Säugetieren und Vögel dieser Reise beschrieb. Zwischen 1865 und 1867 stand Pucheran in regem Briefwechsel mit dem berühmten Geologen und Paläontologen Adolphe d’Archiac (1802–1868).
1850 lernte er Charles Lucien Jules Laurent Bonaparte (1803–1857) kennen, der für sein Conspectus generum avium von der Administration des Museums unterstützt wurde. Pucheran assistierte ihn bei diesem Vorhaben und edierte sogar Teile des Werkes. Auch Bonaparte nutze das Fachwissen Pucherans und er wurde praktisch seine rechte Hand.
Unglücklicherweise verlor Pucheran 1857 mit Bonaparte und 1861 mit Geoffroy Saint-Hilaire beide Förderer. Es war ein Rückschlag für seine Karriere, und im Jahr 1867 dankte er als naturwissenschaftlicher Assistent des Museums ab. Als Gegenleistung hierfür erhielt er den Orden der Ehrenlegion.
Im Alter von 50 Jahren zog er von Paris zurück nach Bouillousse im Département Lot-et-Garonne, wo er zwar als Arzt praktizierte, aber nicht mehr publizierte.

## Orden und Mitgliedschaften
Neben dem Titel Chevalier de la Légion d’Honneur erhielt Pucheran auch den Titel Chevalier de l’Ordre de la Conception de Portugal verliehen. Er war Mitglied in vielen wissenschaftlichen Gesellschaften wie der Société académique d'Agen, der Academia Real das Ciências de Lisboa, Zoological Society of London und vielen anderen französischen und ausländischen wissenschaftlichen Gesellschaften. 1847 wurde Pucheran Mitglied Nummer 307 der Société Cuvierienne. Bereits 1853 wurde er von Gustav Hartlaub als Ehrenmitglied der Deutschen Ornithologen-Gesellschaft vorgeschlagen und schließlich auch gewählt. Die Société d’études scientifiques d’Angers verlieh ihm im Jahre 1882 die Ehrenmitgliedschaft.

## Dedikationsnamen
Jules Bourcier (1797–1873) und Étienne Mulsant (1797–1880) beschrieben 1848 eine Unterart des Goldbauch-Smaragdkolibris. Sie nannten ihn zu Ehren Pucherans Trochilus Pucherani (heute Chlorostilbon lucidus pucherani). Im Englischen und im Französischen fand der Trivialname Pucheran’s Emerald und Émeraude de Pucheran Verwendung. In ihrer Begründung für die Namenswahl schrieben sie:

« Dédiè à M. le docteur Pucheran, attaché au Muséum d’histoire naturelle de Paris. »

„Wir widmen sie Herr Doktor Pucheran, Assistenten am naturhistorischen Museum in Paris)“

Frédéric de Lafresnaye (1783–1861) nannte den Wangenstreif-Sensenschnabel Dendrocolaptes Pucheranii (heute: Campylorhamphus pucherani). Gelegentlich wird in der Literatur Marc Athanase Parfait Œillet Des Murs (1804–1894) als Erstautor genannt, der aber die Beschreibung von Lafresnaye geliefert bekam. Im Französischen existiert bedingt durch Erstbeschreibung der Trivialname Falcirostre de Pucheran. Lafresnaye schrieb zur Namensbegründung:

« Nous dédions cette belle Espèce à M. le Docteur Pucheran, comme un hommage de notre reconnaissance pour l’obligeance avec laquelles il nous a laissé observer et comparer toutes les Espèces de Picucules du Muséum pour notre Monographie de débrouiller et de nommer certaines Espèces douteuses du Muséum. »

„Wir widmen diese schöne Art Herr Doktor Pucheran, eine Anerkennung der Dankbarkeit für seine Güte, uns die Arten der Sensenschnäbel des Museums für unseren Monograph bereitzustellen und verschiedene zweifelhafte Arten zu benennen.“

Alfred Malherbe (1804–1865) verwendete 1949 für den Schläfenfleckspecht Zebrapieus Pucherani (heute Melanerpes pucherani). Im Englischen findet man auch den Trivialnamen Pucheran‘s Woodpecker. In der Erstbeschreibung heißt es:

« J’ai dédié cette espèce, aussi jolie que rare, à M. le docteur Pucheran, l’un des conservateurs des collections du Muséum de Paris, et auquel nous devons des travaux scientifique si intéressants. »

„Ich widme diese schöne und seltene Art Herrn Doktor Pucheran, einem der Erhalter der Pariser Museumssammlung und dem wir außerdem interessante wissenschaftliche Arbeiten verdanken.)“

Im Jahr 1851 beschrieb Émile Deville (1824–1853) erstmals den Rotschnabel-Grundkuckuck (Neomorphus pucheranii).

« C’est à M . le docteur Pucheran que l’on doit l’établissement du genre Cultrides. Dans une notice sur le genre Coua, qu’il fit en 1845 (Revue zoologique), il sépara, à juste raison, le Coua de Geoffroy (Coccygus Geoffroyi, Tem.) des vrais Coua, et fit le genre Cultrides, admis aujourd'hui dans la science. C'est pourquoi nous dédions cette nouvelle espèce à M. le docteur Pucheran, aide de zoologie au Muséum de Paris, excellent observateur et auteur de differents travaux scientifiques très intéressants. »

„Es war Herr Doktor Pucheran, der die Gattung Cultrides einführte. In einer Notiz zur Gattung der Seidenkuckucke (Coua) aus dem Jahr 1845 (in Revue zoologique) trennte er aus gutem Grund den Geoffroykuckuck (Coccygus Geoffroyi, Temminck, 1820), heute: Neomorphus geoffroyi) von den wahren Coua und schlug ihn der Gattung Cultrides, die heute in der Wissenschaft Verwendung findet, zu. Dies ist der Grund, warum wir diese neue Art Herrn Doktor Pucheran widmen, der Assistent am Pariser Museum sowie ein ausgezeichneter Beobachter und Autor vieler verschiedener sehr interessanter wissenschaftlicher Arbeiten ist.“

In seiner Abhandlung über Papageien aus der Sammlung von François Victor Masséna, zweiter Herzog von Rivoli und dritter Fürst von Essling (1799–1863), beschrieb 1856 Charles de Souancé (1823–1896) die für die Wissenschaft neue Art Geoffroyus Pucherani (heute Geoffroyus geoffroyi pucherani). Für ihn existiert auch der englische Trivialname Pucheran's Red-cheeked Parrot. In seiner Begründung für den Namen schrieb er:

« Il n’en est pas de même du Perroquet à tête brune figuré dans l’atlas du Voyage au pôle sur, et dont M. Pucheran a donné une description si exacte; nous pensons, comme le prince Ch. Bonaparte, que c’est une espèce distincte, bien caractérisée par la tache brune du croupion; nous lui conserverons donc le nom que cet illustre ornithologiste lui a donné dans ses manuscrits, Geoffroyus Pucherani, Bp. Nouvelle-Guinée, Moluques. »

„Es ist nicht derselbe Rotkopfpapagei, der im l’atlas du Voyage au pôle sur dargestellt ist und von dem Herr Pucheran eine exakte Beschreibung geliefert hat. Wir denken wie Ch. Bonaparte, dass diese Art durch ihren charakteristischen braunen Fleck am Bürzel anders ist. Wir behalten den Namen dieses bekannten Ornithologen, den dieser in seinen Manuskripten verwendet hatte, Geoffroyus Pucherani, Bp. Molukken, Neuguinea), bei.)“

Auch das Kräuselhauben-Perlhuhn beinhaltet in seinen wissenschaftlichen Namen den Namen Pucherans, nämlich Guttera pucherani. Carl Johann Gustav Hartlaub (1814–1900) bekam dieses Typusexemplar aus Paris, welches ein naturwissenschaftlicher Gehilfe des Museums namens Pierre Louis Rousseau (1811–) gesammelt hatte. Hartlaub beschrieb den Vogel 1856 zunächst unter dem Namen Numida Pucherani.
Der österreichische Zoologe Leopold Fitzinger (1802–1884) widmete Pucheran schließlich 1867 das wissenschaftliche Artepitheton des Kolumbianischen Eichhörnchens Sciurus pucheranii. (Heute: Callosciurus prevostii) Eigentlich hatte Pucheran 1845 das Tier bereits unter dem Namen Sciurus rufoniger selbst beschrieben. Dieser Name war aber bereits durch John Edward Gray (1800–1875) im Jahr 1842 für eine Unterart des Prevost-Hörnchens (heute Callosciurus prevostii rufonigra, (Gray, 1842)) verwendet worden. Fitzinger entschloss sich deshalb für den Namen Funambulus Pucheranii.

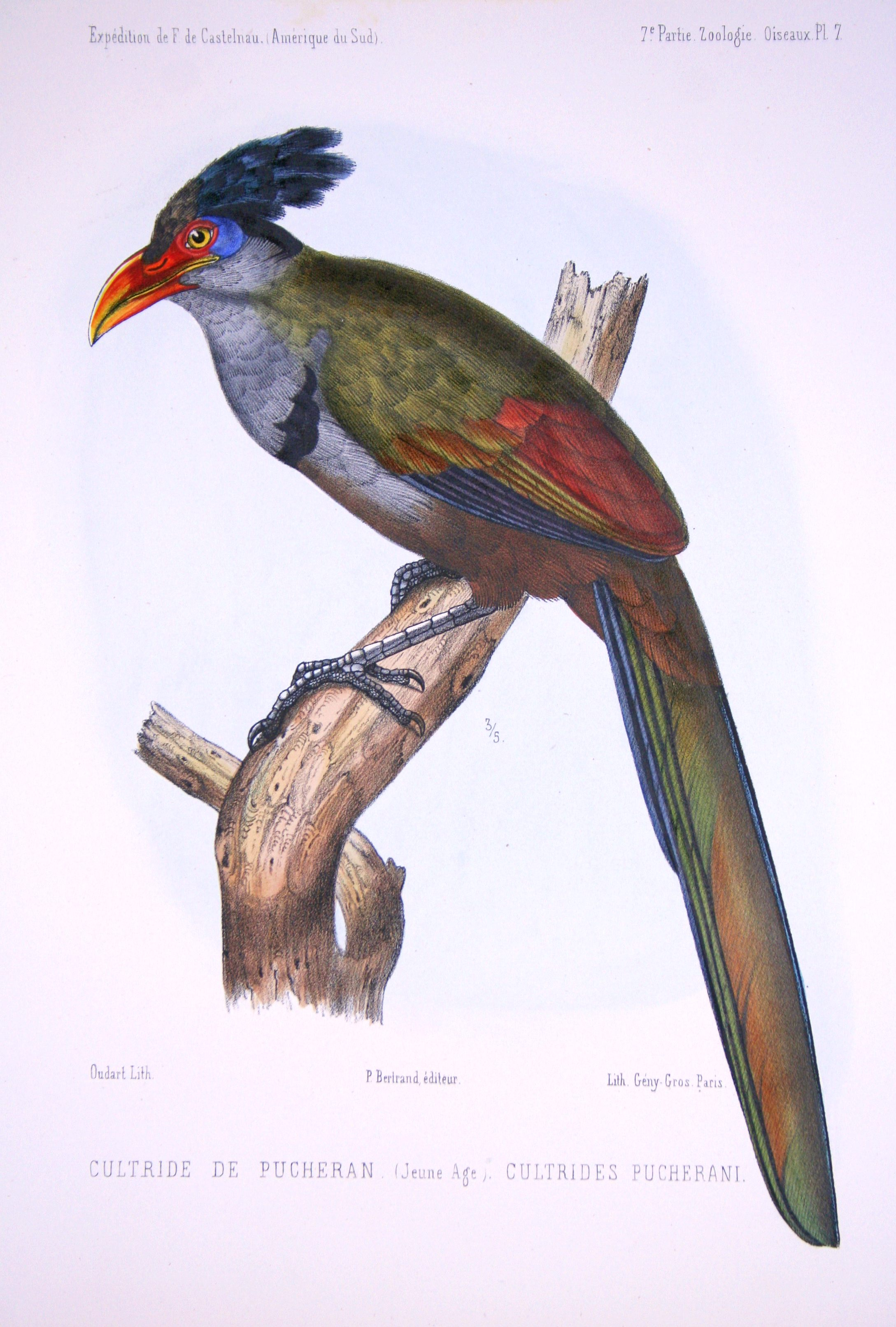
Rotschnabel-Grundkuckuck (Neomorphus pucheranii) gemalt von Paul Louis Oudart (1796–1860)
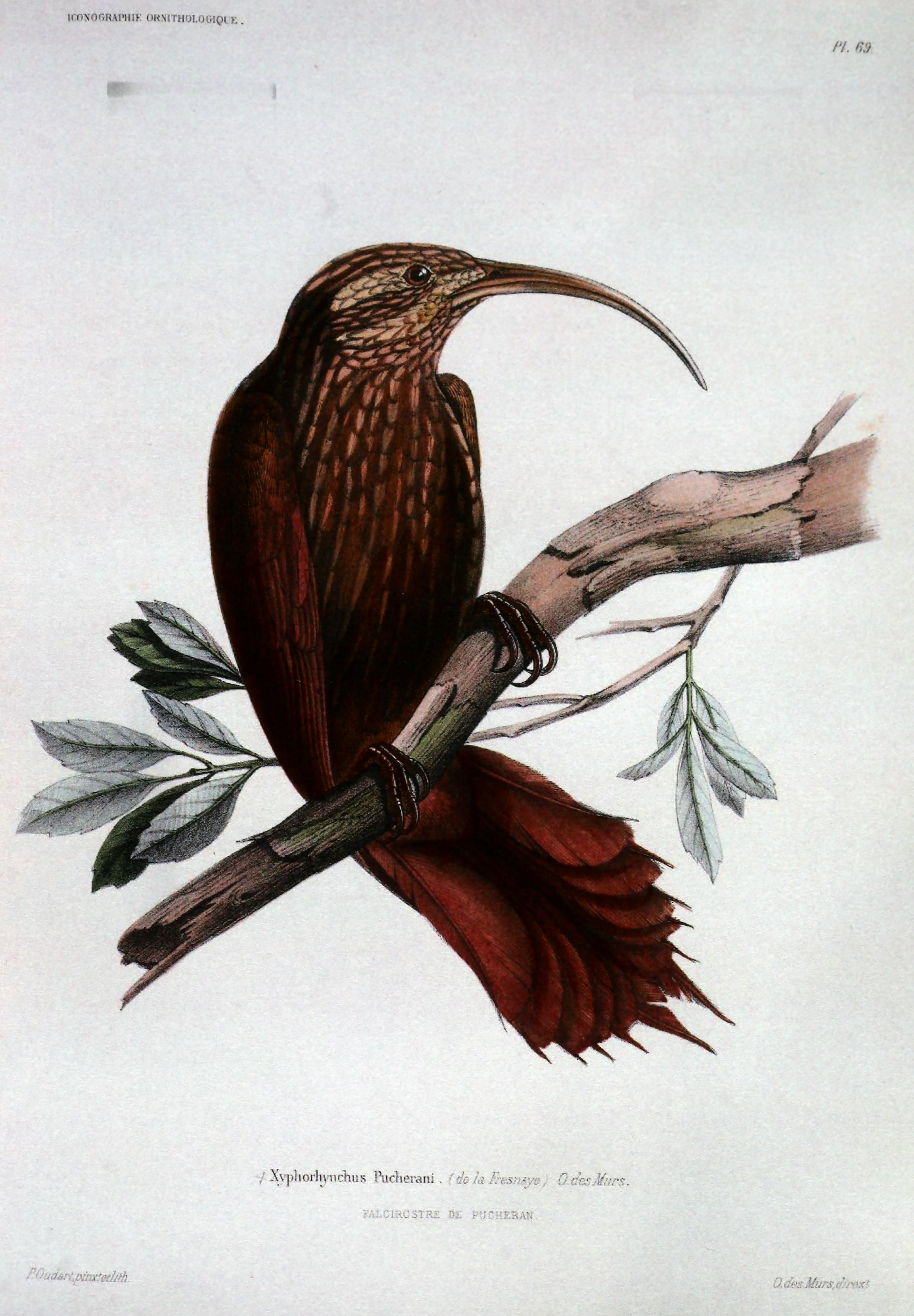
Wangenstreif-Sensenschnabel (Campylorhamphus pucherani) gemalt von Paul Louis Oudart

## Erstbeschreibungen von Jacques Pucheran
Jacques Pucheran hat viele Gattungen, Arten und Unterarten als Erstautor beschrieben. Bei seinen Beschreibungen arbeitete er auch mit Jacquinot und Des Murs zusammen.

### Gattungen
Zu den Gattungen, die Pucheran beschrieben hat, gehören chronologisch:

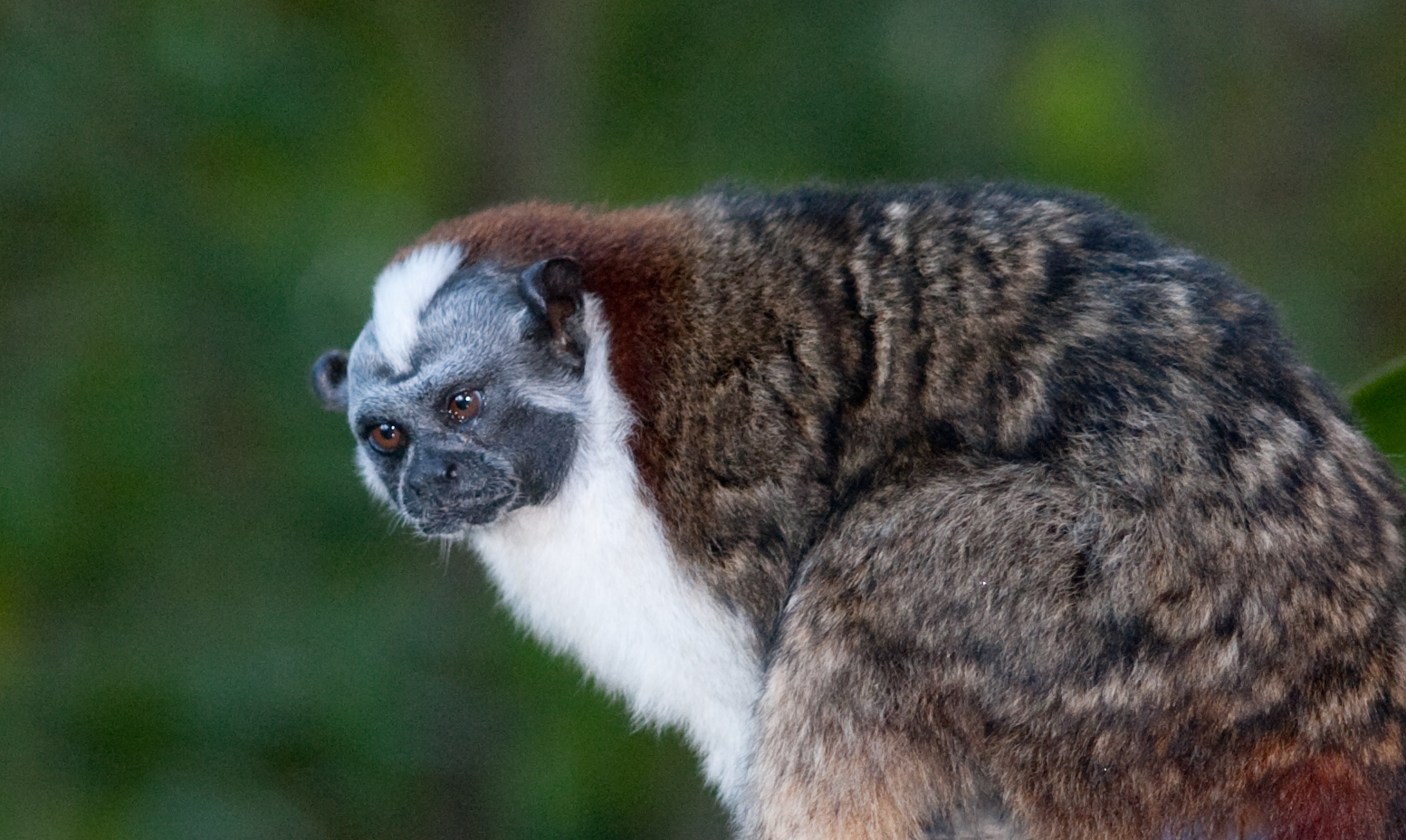
Geoffroy-Perückenaffe

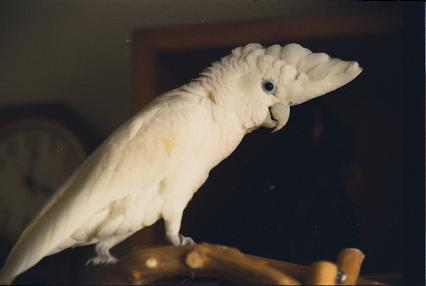
Salomonenkakadu

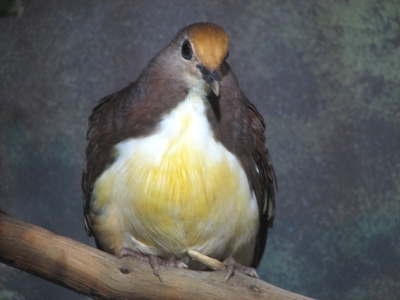
Goldbrusttaube

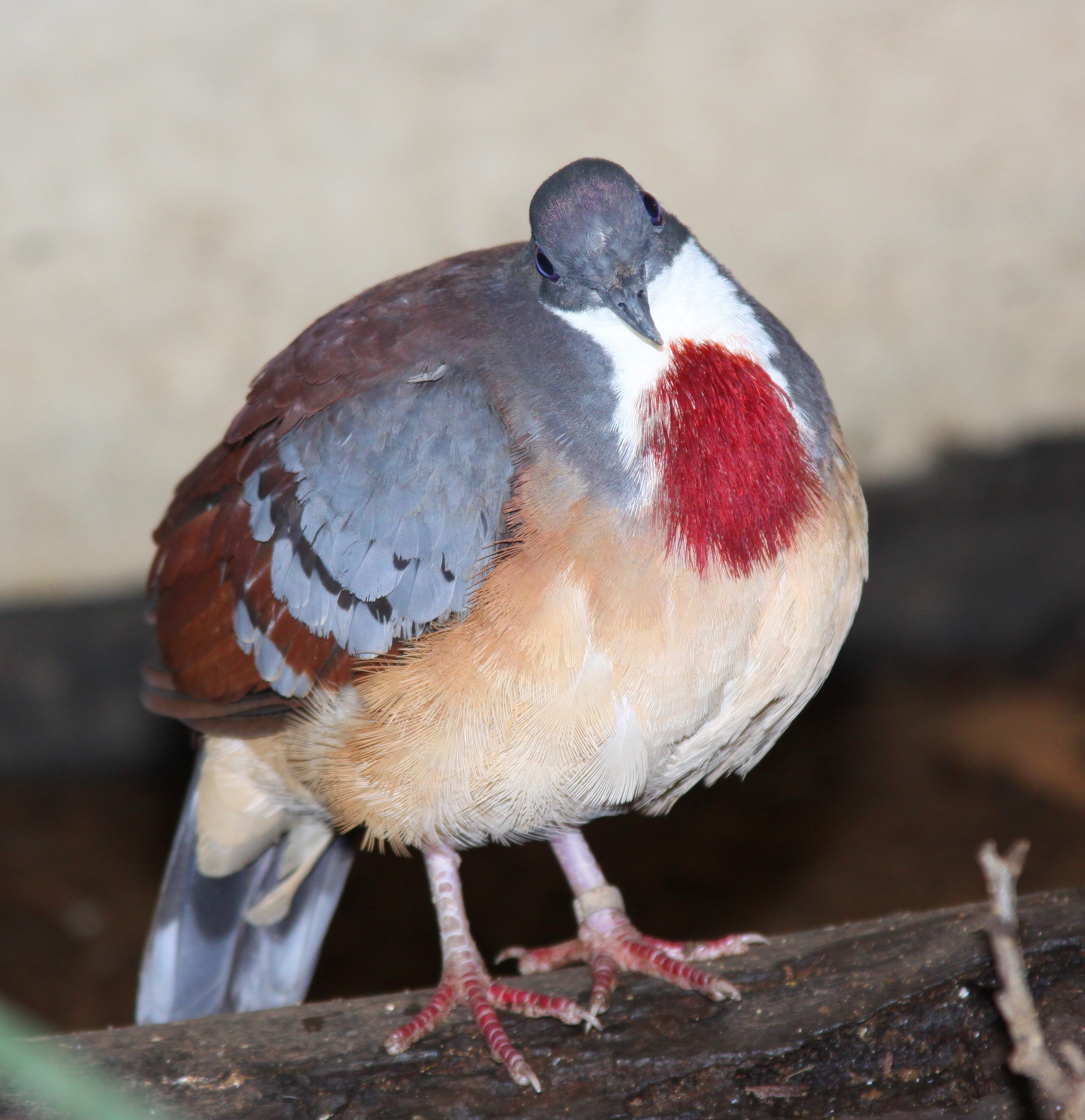
Brandtaube

- Aramides Pucheran, 1845
- Atelornis Pucheran, 1846

### Arten
Zu den Arten, die Pucheran beschrieben hat, gehören chronologisch:
- Graukehlralle (Canirallus kioloides) [Pucheran, 1845]
- Rotstirn-Seidenkuckuck (Coua reynaudii) Pucheran, 1845
- Rotbrust-Seidenkuckuck (Coua serriana) Pucheran, 1845
- Cuvierralle (Dryolimnas cuvieri) [Pucheran, 1845]
- Zwergelsterchen (Lonchura nana) [Pucheran, 1845]
- Geoffroy-Perückenaffe (Saguinus geoffroyi) [Pucheran, 1845]
- Karminspint (Merops nubicoides) Des Murs & Pucheran, 1846
- Roter Zwergmazama Mazama rufina [Pucheran, 1852], oft findet man in der Literatur auch Jules Bourcier als Erstautor. Dies ist falsch, denn Bourcier hatte das Tier nur im Lloa-Tal in den Cordillera der Provinz Pichincha (Cordillera Occidental) erlegt.
- Pembaeule (Otus rutilus) [Pucheran, 1849]
- Salomonenkakadu (Cacatua ducorpsii) Pucheran, 1853
- Stephantaube (Chalcophaps stephani) Pucheran, 1853
- Bronzemistelfresser (Dicaeum aeneum) Pucheran, 1853
- Brandtaube (Gallicolumba crinigera) [Pucheran, 1853]
- Goldbrusttaube (Gallicolumba rufigula) [Pucheran, 1853]
- Karolinen-Monarch (Myiagra oceanica) Pucheran, 1853
- Scharlachnacken-Honigfresser (Myzomela lafargei) Pucheran, 1853
- Savannenpieper (Anthus lutescens) Pucheran, 1855
- Schwarzfußmanguste (Bdeogale nigripes) Pucheran, 1855
- Serval-Ginsterkatze (Genetta servalina) Pucheran, 1855
- Afrikanische Rotnasenratte (Oenomys hypoxanthus) [Pucheran, 1855]

### Unterarten
Zu den Unterarten, die Pucheran beschrieben hat, gehören chronologisch:
- Einfarbralle (Amaurolimnas concolor castaneus) [Pucheran, 1851]
- Fleckenmusang (Paradoxurus hermaphroditus setosus) Jacquinot & Pucheran, 1853
- Perousefruchttaube (Ptilinopus perousii mariae) Pucheran, 1853
- Nördlicher Brustbandtyrann (Corythopis torquatus anthoides) [Pucheran, 1855]
- Ozelot (Leopardus pardalis albescens) [Pucheran, 1855]
- Lippenbär (Melursus ursinus inornatus) Pucheran, 1855
- Mauswiesel (Mustela nivalis numidica) Pucheran, 1855
- Peruanischer Wollaffe (Lagothrix lagotricha tschudii) Pucheran, 1857
- Buchfink (Fringilla coelebs moreletti) Pucheran, 1859

## Werke
- Considérations anatomiques sur les formes de la tête osseuse dans les races humaines. Rignoux, Paris 1841.
- Considérations générales surtes Oiseaux de proie nocturnes et description de quelques espèces peu connues de cet ordre de la collection du Muséum. (Mit 3 Tafeln). In: Archives du Muséum d'histoire naturelle. Band 4, 1844, S. 313–343 (biodiversitylibrary.org).
- Description de quelques espèces nouvelles d’oiseaux de Madagascar, par M. le Docteur Pucheran, aide de zoologie au Musée de Paris. In: Revue zoologique. Band 8, 1845, S. 49–52 (gallica.bnf.fr [abgerufen am 28. Juli 2011]).
- Description de quelques Mammiferes Américaine par le M. le Docteur Pucheran. In: Revue zoologique. Band 8, 1845, S. 335–337 (gallica.bnf.fr [abgerufen am 28. Juli 2011]).
- Notes sur quelques espèces Madécasses de l’ordre des Échassiers, par M. le Docteur Pucheran. In: Revue zoologique. Band 8, 1845, S. 277–280 (gallica.bnf.fr [abgerufen am 28. Juli 2011]).
- Observation sur le Rollier d’Angole (Coracias caudata, L.) par M. le docteur Pucheran. In: Revue zoologique. Band 8, 1845, S. 369–373 (gallica.bnf.fr [abgerufen am 28. Juli 2011]).
- Description de quelques Mammifers Américains par M. le Docteur Pucheran. In: Revue zoologique. Band 8, 1845, S. 335–337 (gallica.bnf.fr [abgerufen am 28. Juli 2011]).
- Observation sur les types peu connus du Musée de Paris, par M. le docteur Pucheran -Premier article (Genre Dicaeus). In: Revue zoologique. Band 9, 1846, S. 134–136 (gallica.bnf.fr [abgerufen am 28. Juli 2011]).
- Documents relatifs à l'histoire du Genre Brachypterolle; par M. le Docteur Pucheran. In: Revue zoologique. Band 9, 1846, S. 193–200 (gallica.bnf.fr [abgerufen am 28. Juli 2011]).
- zusammen mit Marc Athanase Parfait Œillet Des Murs: Description d'une autre espèce nouvelle de Guêpier; par MM. O. Des Murs et Pucheran. In: Revue zoologique. Band 9, 1846, S. 561–563 (gallica.bnf.fr [abgerufen am 28. Juli 2011]).
- Note sur le Strigops habroptilus, G. R. Gray. par M. le Docteur Pucheran. In: Revue zoologique. Band 10, 1847, S. 385–389 (gallica.bnf.fr [abgerufen am 28. Juli 2011]).
- Observation sur les types peu connus du Musée de Paris, par M. le docteur Pucheran. (Fussnote S. 29 gehört zum Artikel)- Deuxième article. In: Revue et magasin de zoologie pure et appliquée. Band 1, 1849, S. 17–29 (Textarchiv – Internet Archive).
- Etudes sur les types peu connus du Musée de Paris, par M. le Docteur Pucheran – Troisième article (Rapaces diurnes). In: Revue et magasin de zoologie pure et appliquée. Band 2, 1850, S. 3–14 (biodiversitylibrary.org [abgerufen am 28. Juli 2011]).
- Etudes sur les types peu connus du Musée de Paris, par M. le Docteur Pucheran – Troisième article (Rapaces diurnes). In: Revue et magasin de zoologie pure et appliquée. Band 2, 1850, S. 81–95 (biodiversitylibrary.org [abgerufen am 28. Juli 2011]).
- Etudes sur les types peu connus du Musée de Paris, par M. le Docteur Pucheran – Troisième article (Rapaces diurnes) – Suite et fin. In: Revue et magasin de zoologie pure et appliquée. Band 2, 1850, S. 208–215 (biodiversitylibrary.org [abgerufen am 28. Juli 2011]).
- zusammen mit Isidore Geoffroy Saint-Hilaire, Florent Prévost: Catalogue méthodique de la collection des mammifères, de la collection des oiseaux et des collections annexes. Gide et Baudry, Paris 1851 (books.google.de [abgerufen am 9. Januar 2013]).
- Sur les caractère zoologiques des Mammifères aquatiques, par M. le docteur Pucheran. In: Revue et magasin de zoologie pure et appliquée. Band 3, 1851, S. 65–71 (biodiversitylibrary.org [abgerufen am 28. Juli 2011]).
- Sur les caractère zoologiques des Mammifères aquatiques, par M. le docteur Pucheran. In: Revue et magasin de zoologie pure et appliquée. Band 3, 1851, S. 120–128 (biodiversitylibrary.org [abgerufen am 28. Juli 2011]).
- Etudes sur les types peu connus du Musée de Paris, par M. le docteur Pucheran – Cinquième article (Echasiers). In: Revue et magasin de zoologie pure et appliquée. Band 3, 1851, S. 272–283 (biodiversitylibrary.org [abgerufen am 28. Juli 2011]).
- Etudes sur les types peu connus du Musée de Paris, par M. le docteur Pucheran – Cinquième article (Echasiers) – Suite et fin. In: Revue et magasin de zoologie pure et appliquée. Band 3, 1851, S. 269–277 (biodiversitylibrary.org [abgerufen am 28. Juli 2011]).
- Note sur une espèce nouvelle de Cerf (Cervus rufinus, Bourc. et Puch.), par M. le docteur Pucheran. In: Revue et magasin de zoologie pure et appliquée. Band 3, 1851, S. 561–563 (biodiversitylibrary.org [abgerufen am 28. Juli 2011]).
- Monographie du genre Cerf: Première partie-Généralités. In: Archives du Muséum d'Histoire Naturelle. Band 6, 1852, S. 265–492, Tafeln 23–30 (biodiversitylibrary.org).
- Etudes sur les types peu connus du Musée de Paris, par M. le docteur Pucheran – Sixième article (Grimpeurs). In: Revue et magasin de zoologie pure et appliquée. Band 4, 1852, S. 471–480 (biodiversitylibrary.org [abgerufen am 28. Juli 2011]).
- Etudes sur les types peu connus du Musée de Paris, par M. le docteur Pucheran – Sixième article (Grimpeurs). In: Revue et magasin de zoologie pure et appliquée. Band 4, 1852, S. 555–564 (biodiversitylibrary.org [abgerufen am 28. Juli 2011]).
- Etudes sur les types peu connus du Musée de Paris, par M. le docteur Pucheran – Sixième article (Grimpeurs). In: Revue et magasin de zoologie pure et appliquée. Band 5, 1853, S. 65–73 (biodiversitylibrary.org [abgerufen am 28. Juli 2011]).
- Etudes sur les types peu connus du Musée de Paris, par M. le docteur Pucheran – Sixième article (Grimpeurs). In: Revue et magasin de zoologie pure et appliquée. Band 5, 1853, S. 156–164 (biodiversitylibrary.org [abgerufen am 28. Juli 2011]).
- Etudes sur les types peu connus du Musée de Paris, par M. le docteur Pucheran – Septième article (Passereaux syndactyles). In: Revue et magasin de zoologie pure et appliquée. Band 5, 1853, S. 385–393 (biodiversitylibrary.org [abgerufen am 28. Juli 2011]).
- Etudes sur les types peu connus du Musée de Paris, par M. le docteur Pucheran – Huitième article (Passereaux fissirostres). In: Revue et magasin de zoologie pure et appliquée. Band 5, 1853, S. 441–445 (biodiversitylibrary.org [abgerufen am 28. Juli 2011]).
- Etudes sur les types peu connus du Musée de Paris, par M. le docteur Pucheran – Neuvième article (Passereaux ténuirostres). In: Revue et magasin de zoologie pure et appliquée. Band 5, 1853, S. 441–445 (biodiversitylibrary.org [abgerufen am 28. Juli 2011]).
- Etudes sur les types peu connus du Musée de Paris, par M. le docteur Pucheran – Dixième article (Passereaux cultrirostres). In: Revue et magasin de zoologie pure et appliquée. Band 5, 1853, S. 545–550 (biodiversitylibrary.org [abgerufen am 28. Juli 2011]).
- zusammen mit Honoré Jacquinot: Voyage au Pôle Sud et dans l'Océanie, sur les corvettes "l'Astrolabe" et "la Zélée" (Mammifères et oiseaux). Band 3. Gide et J. Baudry, Paris 1853 (gallica.bnf.fr [abgerufen am 28. Juli 2011]).
- Etudes sur les types peu connus du Musée de Paris, par M. le docteur Pucheran – Onzième article (Passereaux conirostres). In: Revue et magasin de zoologie pure et appliquée. Band 6, 1854, S. 62–70 (biodiversitylibrary.org [abgerufen am 28. Juli 2011]).
- Note sur le caractère faunique de la Nouvelle-Hollande; par M. Pucheran. In: Comptes rendus hebdomadaires des séances de l'Académie des sciences. Band 39, 1854, S. 631–633 (gallica.bnf.fr [abgerufen am 28. Juli 2011]).
- Description du Chat Bai et du Chat Albescent; et remarques sur les charactères et sur la distribution géographique de plusieurs autres chats in Voyage Autour du monde sur la frégatte la Vénus. Band 5. Gide et J. Baudry, Paris 1855, S. 137–153 (books.google.com [abgerufen am 9. August 2011]).
- Mémoire sur les types peu connus de Passereaux Dentirostres de la collection du Musée de Paris, par M. le docteur Pucheran. In: Archives du muséum d'histoire naturelle. Band 7, 1855, S. 321–380, (biodiversitylibrary.org – 1854-1855, Tafeln 17-23).
- Notes sur le Picus atrothorax, Less., par M. le docteur Pucheran. In: Revue et magasin de zoologie pure et appliquée. Band 7, 1855, S. 21–22 (biodiversitylibrary.org [abgerufen am 28. Juli 2011]).
- III Mélanges et nouvelles. In: Revue et magasin de zoologie pure et appliquée. Band 7, 1855, S. 111 (biodiversitylibrary.org [abgerufen am 28. Juli 2011]).
- IV Mélanges et nouvelles. In: Revue et magasin de zoologie pure et appliquée. Band 7, 1855, S. 154–155 (biodiversitylibrary.org [abgerufen am 28. Juli 2011]).
- Notes sur le caractère de la faune de l'île de Madagascar. In: Comptes rendus hebdomadaires des séances de l'Académie des sciences. Band 40, 1855, S. 192–193 (gallica.bnf.fr [abgerufen am 28. Juli 2011]).
- Les observations suivantes sur le Simia capueina, Linné, on été présentées dans cette séance à la Société par M. Pucheran. In: L'Institut. Band 24, 1856, S. 183 (books.google.de [abgerufen am 28. Juli 2011]).
- Passereaux – Dans la séance du 28 les observations sur quelques espèces de Passereaux on été présentées par M. Pucheran. In: L'Institut. Band 24, 1856, S. 270 (books.google.de [abgerufen am 28. Juli 2011]).
- Passereaux – dans la séance du 28 les observations suivantes sur quelques espèces de Passereaux ont été présentées dans cette séance par M. Pucheran. In: Bulletin de la Société philomathique. 1856, S. 40–43 (books.google.de [abgerufen am 28. Juli 2011]).
- Notice mammalogique. In: Revue et magasin de zoologie pure et appliquée (= 2). Band 3, 1856, S. 145–149 (biodiversitylibrary.org).
- Notice mammalogique. In: Revue et magasin de zoologie pure et appliquée (= 2). Band 3, 1856, S. 315–321 (biodiversitylibrary.org).
- Notice mammalogique. In: Revue et magasin de zoologie pure et appliquée (= 2). Band 3, 1856, S. 362–369 (biodiversitylibrary.org).
- Notice mammalogique. In: Revue et magasin de zoologie pure et appliquée (= 2). Band 3, 1856, S. 362–369 (biodiversitylibrary.org).
- Notice mammalogique. In: Revue et magasin de zoologie pure et appliquée (= 2). Band 3, 1856, S. 449–460 (biodiversitylibrary.org).
- Notice mammalogique. In: Revue et magasin de zoologie pure et appliquée (= 2). Band 3, 1856, S. 545–552 (biodiversitylibrary.org).
- Murides – Les observations suivants sur la forme et la disposition des ongles dans quelques espèces de la famille de Murides ont été présentées à la Société dans cette séance par M. Pucheran. In: Bulletin de la Société philomathique. 1857, S. 20–43 (books.google.de [abgerufen am 28. Juli 2011]).
- Observation d'ornithologie. In: Revue et magasin de zoologie pure et appliquée. Band 10, 1858, S. 196–199 (biodiversitylibrary.org [abgerufen am 28. Juli 2011]).
- Observation d'ornithologie. In: Revue et magasin de zoologie pure et appliquée. Band 10, 1858, S. 246–259 (biodiversitylibrary.org [abgerufen am 28. Juli 2011]).
- Observation d'ornithologie. In: Revue et magasin de zoologie pure et appliquée. Band 10, 1858, S. 465–470 (biodiversitylibrary.org [abgerufen am 28. Juli 2011]).
- Oiseaux des îles Sandwich – Les observations suivantes, sur l'ornithologie des iles Sandwich, ont été présentées dans cette séance par M. Pucheran. In: Bulletin de la Société philomathique. 1858, S. 85–91 (books.google.de [abgerufen am 28. Juli 2011]).
- Observation sur deux espèces de Passereaux originaires de Açores, par M. le docteur Pucheran Pl. Xvi. In: Revue et magasin de zoologie pure et appliquée. Band 11, 1859, S. 409–414 (biodiversitylibrary.org [abgerufen am 28. Juli 2011]).
- Notice sur les travaux scientifiques de M. Pucheran. E. Thunot, Paris 1860.
- Des caractères zoologiques des mammifères dans leurs rapports avec les fonctions de locomotion. E. Thunot et C., Paris 1860 (books.google.de [abgerufen am 28. Juli 2011]).
- Observations sur les ressemblances, dans la forme du bec, entre des Genres de Passereaux d'une même Faune, appartenant à des sections différentes de cet Ordre d'Oiseaux, par M. Pucheran. In: Revue et magasin de zoologie pure et appliquée. Band 13, 1861, S. 244–251 (biodiversitylibrary.org [abgerufen am 28. Juli 2011]).
- Observations sur les ressemblances, dans la forme du bec, entre des Genres de Passereaux d'une même Faune, appartenant à des sections différentes de cet Ordre d'Oiseaux, par M. Pucheran. In: Revue et magasin de zoologie pure et appliquée. Band 13, 1861, S. 289–298 (biodiversitylibrary.org [abgerufen am 28. Juli 2011]).
- Observations rectificatives sur quelques Espèces d'Oiseaux par M. Pucheran. In: Revue et magasin de zoologie pure et appliquée. Band 13, 1861, S. 337–346 (biodiversitylibrary.org [abgerufen am 28. Juli 2011]).
- Essai de détermination de caractères généraux de la Faune de la Nouvelle-Guinée (Oiseaux); par M. Pucheran. In: Comptes rendus hebdomadaires des séances de l'Académie des sciences. Band 54, 1862, S. 380–383 (gallica.bnf.fr [abgerufen am 28. Juli 2011]).
- Essai de détermination de caractères généraux de la Faune de la Nouvelle-Guinée (Conclusion); par M. Pucheran. In: Comptes rendus hebdomadaires des séances de l'Académie des sciences. Band 54, 1862, S. 561–562 (gallica.bnf.fr [abgerufen am 28. Juli 2011]).
- Sur les indications que peut fournir la Géologie, pour l'explication des différences que présentent les Faunes actuelles par M. Pucheran (Lettre à M. le Professeur d'Archiac). In: Revue et magasin de zoologie pure et appliquée. Band 17, 1865, S. 9–15 (biodiversitylibrary.org [abgerufen am 28. Juli 2011]).
- Note sur Muscicapa tricolor, de Vieillot, par M. Pucheran. In: Revue et magasin de zoologie pure et appliquée. Band 17, 1865, S. 15–17 (biodiversitylibrary.org [abgerufen am 28. Juli 2011]).
- Sur les indications que peut fournir la Géologie, pour l'explication des différences que présentent les Faunes actuelles par M. Pucheran (Lettre à M. le Professeur d'Archiac). In: Revue et magasin de zoologie pure et appliquée. Band 17, 1865, S. 33–40 (biodiversitylibrary.org [abgerufen am 28. Juli 2011]).
- Sur les indications que peut fournir la Géologie, pour l'explication des différences que présentent les Faunes actuelles par M. Pucheran (Lettre à M. le Professeur d'Archiac). In: Revue et magasin de zoologie pure et appliquée. Band 17, 1865, S. 65–74 (biodiversitylibrary.org [abgerufen am 28. Juli 2011]).
- Sur les indications que peut fournir la Géologie, pour l'explication des différences que présentent les Faunes actuelles par M. Pucheran (Lettre à M. le Professeur d'Archiac). In: Revue et magasin de zoologie pure et appliquée. Band 17, 1865, S. 97–115 (biodiversitylibrary.org [abgerufen am 28. Juli 2011]).
- Sur les indications que peut fournir la Géologie, pour l'explication des différences que présentent les Faunes actuelles par M. Pucheran (Lettre à M. le Professeur d'Archiac). In: Revue et magasin de zoologie pure et appliquée. Band 17, 1865, S. 161–170 (biodiversitylibrary.org [abgerufen am 28. Juli 2011]).
- Sur les indications que peut fournir la Géologie, pour l'explication des différences que présentent les Faunes actuelles par M. Pucheran (Lettre à M. le Professeur d'Archiac). In: Revue et magasin de zoologie pure et appliquée. Band 17, 1865, S. 193–197 (biodiversitylibrary.org [abgerufen am 28. Juli 2011]).
- Sur les indications que peut fournir la Géologie, pour l'explication des différences que présentent les Faunes actuelles par M. Pucheran (Lettre à M. le Professeur d'Archiac). In: Revue et magasin de zoologie pure et appliquée. Band 17, 1865, S. 225–240 (biodiversitylibrary.org [abgerufen am 28. Juli 2011]).
- Sur les indications que peut fournir la Géologie, pour l'explication des différences que présentent les Faunes actuelles par M. Pucheran (Lettre à M. le Professeur d'Archiac). In: Revue et magasin de zoologie pure et appliquée. Band 17, 1865, S. 289–295 (biodiversitylibrary.org [abgerufen am 28. Juli 2011]).
- Sur les indications que peut fournir la Géologie, pour l'explication des différences que présentent les Faunes actuelles par M. Pucheran (Lettre à M. le Professeur d'Archiac). In: Revue et magasin de zoologie pure et appliquée. Band 18, 1866, S. 3–6 (biodiversitylibrary.org [abgerufen am 28. Juli 2011]).
- Sur les indications que peut fournir la Géologie, pour l'explication des différences que présentent les Faunes actuelles par M. Pucheran (Lettre à M. le Professeur d'Archiac). In: Revue et magasin de zoologie pure et appliquée. Band 18, 1866, S. 81–88 (biodiversitylibrary.org [abgerufen am 28. Juli 2011]).
- Sur les indications que peut fournir la Géologie, pour l'explication des différences que présentent les Faunes actuelles par M. Pucheran (Lettre à M. le Professeur d'Archiac). In: Revue et magasin de zoologie pure et appliquée. Band 18, 1866, S. 129–139 (biodiversitylibrary.org [abgerufen am 28. Juli 2011]).
- Sur les indications que peut fournir la Géologie, pour l'explication des différences que présentent les Faunes actuelles par M. Pucheran (Lettre à M. le Professeur d'Archiac). In: Revue et magasin de zoologie pure et appliquée. Band 18, 1866, S. 241–255 (biodiversitylibrary.org [abgerufen am 28. Juli 2011]).
- Sur les indications que peut fournir la Géologie, pour l'explication des différences que présentent les Faunes actuelles par M. Pucheran (Lettre à M. le Professeur d'Archiac). In: Revue et magasin de zoologie pure et appliquée. Band 19, 1867, S. 161–169 (biodiversitylibrary.org [abgerufen am 28. Juli 2011]).
- Sur les indications que peut fournir la Géologie, pour l'explication des différences que présentent les Faunes actuelles par M. Pucheran (Lettre à M. le Professeur d'Archiac). In: Revue et magasin de zoologie pure et appliquée. Band 19, 1867, S. 197–199 (biodiversitylibrary.org [abgerufen am 28. Juli 2011]).
- Sur les indications que peut fournir la Géologie, pour l'explication des différences que présentent les Faunes actuelles par M. Pucheran (Lettre à M. le Professeur d'Archiac). In: Revue et magasin de zoologie pure et appliquée. Band 19, 1867, S. 257–271 (biodiversitylibrary.org [abgerufen am 28. Juli 2011]).